# Robert Verbeek
Robert Verbeek (ur. 26 lipca 1961) – holenderski piłkarz i trener.

## Kariera trenerska
Pracował jako trener w Dordrecht, Türkiyemspor, Al-Jazira, Ash-Shabab Dubaj i Omiya Ardija.